# Algemene Dienst
De Algemene Dienst was de eerste specialistische dienst van de Rijkswaterstaat, waar aanvankelijk alle specialistische activiteiten van de Rijkswaterstaat waren ondergebracht. Uit de Algemene Dienst zijn de meeste specialistische diensten van de Rijkswaterstaat voortgekomen. 
De Algemene Dienst werd voor het eerst opgericht in 1808. De dienst verdween weer in 1811, werd heropgericht in 1848 en heeft hierna bestaan tot 1959. In de periode tussen 1817 en 1848 was er sprake van Hoofdingenieurs in algemene dienst aan wie vanuit de centrale leiding van de waterstaat bijzondere taken werden opgedragen.
Op 1 mei 1971 wordt de Algemene Dienst opgeheven. Enkele nog overgebleven natte taken gaan naar de directie Waterhuishouding en Waterbeweging. Voor de resterende taken wordt een nieuwe dienst opgericht, de Dienst Verkeerskunde. 